# Syradvärgmal
Syradvärgmal (Enteucha acetosae) är en fjärilsart som först beskrevs av Henry Tibbats Stainton 1854.  Syradvärgmal ingår i släktet Enteucha, och familjen dvärgmalar. Enligt den svenska rödlistan är arten nationellt utdöd i Sverige. . Arten har tidigare förekommit i Götaland men är numera lokalt utdöd. Artens livsmiljö är stadsmiljö, jordbrukslandskap.